# Aérodrome de Tanout
L'aérodrome de Tanout (code OACI : DRZT) est l'aéroport de Tanout, Niger. L'aérodrome est situé 15 km à l’ouest du centre-ville. La piste de l'aérodrome mesure 950 x 45 m.

## Situation
| \| 100 km1:21 840 000 \|Arlit Diffa Niamey Dirkou Dogondoutchi Gaya Gouré Iférouane La Tapoa Maïné-Soroa Agadez Maradi Tahoua Tanout Tessaoua Tillabéri Zinder BA 101 BA 201 Madama |
| 100 km1:21 840 000 |